# I&S BBDO
株式会社I&S BBDO（アイアンドエス ビービーディオー、登記社名: 株式会社アイアンドエス・ビービーディオー）は、東京都中央区に本社を置く大手外資系広告代理店。

## 概要
- 1947年（昭和22年）6月 - 第一広告社として設立。のちに読売グループとなる。
- 1986年（昭和61年）10月 - セゾングループに属するSPN（西武プロモーションネットワーク）と対等合併し、I&S（「インテリジェンス＆ストラテジー」「一広（いちこう）＆セゾン」）に社名変更。
- 1998年（平成10年）
  - アメリカの大手広告代理店オムニコムグループと資本提携。
  - 6月 - BBDOワールドワイドと業務提携。
- 2000年（平成12年）4月 - I&S/BBDO（現在のI&S BBDO）に社名変更。
- 2002年（平成14年）5月 - 子会社として株式会社BBDO J WESTを設立。
- 2004年（平成16年）1月 - 子会社としてニクスプロキシミティを設立。
- 2008年（平成20年）10月 - ニクスプロキシミティをプロキシミティジャパンに社名変更。
- 2010年（平成22年）- オムニコム・メディア・グループ（OMG）と業務提携。メディア・エージェンシーとしてPHDジャパンをサービスを開始[3]。
- 2015年（平成27年）7月 - プロキシミティジャパンが株式会社BBDO JAPANに社名変更。

## 関連する人物
第一広告社
- 樋笠一夫

株式会社SPN
- 庵豊
- 石原恒和
- 藤川正治
- 桝田省治

株式会社I&S
- 田中洋江
- 手塚るみ子